# East Galesburg
East Galesburg es una villa ubicada en el condado de Knox en el estado estadounidense de Illinois. En el Censo de 2010 tenía una población de 812 habitantes y una densidad poblacional de 210,55 personas por km².

## Geografía
East Galesburg se encuentra ubicada en las coordenadas 40°56′38″N 90°18′43″O / 40.94389, -90.31194. Según la Oficina del Censo de los Estados Unidos, East Galesburg tiene una superficie total de 3.86 km², de la cual 3.72 km² corresponden a tierra firme y (3.43%) 0.13 km² es agua.

## Demografía
Según el censo de 2010, había 812 personas residiendo en East Galesburg. La densidad de población era de 210,55 hab./km². De los 812 habitantes, East Galesburg estaba compuesto por el 97.66% blancos, el 0.62% eran afroamericanos, el 0.12% eran amerindios, el 0% eran asiáticos, el 0% eran isleños del Pacífico, el 0.12% eran de otras razas y el 1.48% pertenecían a dos o más razas. Del total de la población el 1.6% eran hispanos o latinos de cualquier raza.